# Чёрная (приток Поломети)
Чёрная (в верховье Орловка) — река в России, протекает по Валдайскому району Новгородской области. Длина — 14 км, площадь водосборного бассейна — 33,3 км².
Под именем Орловка впадает в озеро Сомино, вытекает уже как Чёрная. Устье реки Чёрной находится в деревне Дворец в 117 км по левому берегу реки Полометь.

## Данные водного реестра
По данным государственного водного реестра России относится к Балтийскому бассейновому округу, водохозяйственный участок реки — Ловать и Пола, речной подбассейн реки — Волхов. Относится к речному бассейну реки Нева (включая бассейны рек Онежского и Ладожского озера).
Код объекта в государственном водном реестре — 01040200312102000022271.